# Serghei Dadu
Serghei Dadu (Chişinău, Unión Soviética, 23 de enero de 1981) es un exfutbolista moldavo, que se desempeñaba como mediapunta, su último equipo fue el Sheriff Tiraspol de la División Nacional de Moldavia.

## Clubes
| Club                    | País      | Años        |
| ----------------------- | --------- | ----------- |
| Sheriff Tiraspol        | Moldavia  | 1999 - 2000 |
| FC Politehnica Chişinău | Moldavia  | 2000 - 2001 |
| FC Tiraspol             | Moldavia  | 2002        |
| FC Alania Vladikavkaz   | Rusia     | 2003 - 2004 |
| PFC CSKA Moscú          | Rusia     | 2004 - 2005 |
| FC Alania Vladikavkaz   | Rusia     | 2005        |
| Sheriff Tiraspol        | Moldavia  | 2006        |
| FC Midtjylland          | Dinamarca | 2007 - 2008 |
| FC Alania Vladikavkaz   | Rusia     | 2008 - 2009 |
| FC Midtjylland          | Dinamarca | 2009 - 2009 |
| FC Alania Vladikavkaz   | Rusia     | 2009 - 2011 |
| Sheriff Tiraspol        | Moldavia  | 2013 - 2014 |